# كلوريد البنزيل
كلوريد البِنْزيل هو مركب عضوي صيغته الكيميائية C6H5CH2Cl، وهو سائل عديم اللون ومركب كلور عضوي يُستخدم على نطاق واسع في لبنات البناء الكيميائية [الإنجليزية].

## التحضير
يُحضر كلوريد البِنْزيل صناعيًّا عن طريق تفاعل كيميائي ضوئي غازي الطور للتولوين والكلور.
C6H5CH3 + Cl2 → C6H5CH2Cl + HCl